# Липовчани
Липовчани су насељено место у општини Ровишће, у Бјеловарско-билогорској жупанији, Република Хрватска.

## Историја
У Липовчанима је православна црква посвећена Св. Петки грађена 1798. године. Године 1901. црквени храм је покриван "утореним" бечким црепом и лимом. Поседује старе црквене утвари из 1644. године. Православно парохијско звање је основано 1828. године.
Августа 1895. године место и православну цркву је посетио епископ пакрачки Мирон Николић. Тада је Липовачка православна парохија поред месне имала још три филијалне цркве са 1700 православних из 25 околних села.
Ту почетком 20. века живи 1608 православних Срба (или 9%) у 367 српских домова (или 13%). Председник црквене општине је Ђура Милаш а парох поп Стефан Босанац, рођ. 1830. године у Осијеку, који служи у месту већ 44 године. Основна школа је 1905/1906. године комунална са учитељским кадром - Павле Татарин и Љубица Томић, који уче 28 ђака.
Парох је 1910. године у Липовчанима поп Стеван Радујковић.
До нове територијалне организације у Хрватској место је припадало бившој великој општини Бјеловар.

## Становништво
По попису из 2001. године село је имало 65 становника. Насеље је према попису становништва из 2011. године имало 69 становника.
| Националност       | 1991.       | 1981.       | 1971.       | 1961.       |
| Хрвати             | 20 (42,55%) | 7 (17,94%)  | 15 (21,42%) | 15 (23,43%) |
| Срби               | 19 (40,42%) | 28 (71,79%) | 51 (72,85%) | 49 (76,56%) |
| Југословени        | 6 (12,76%)  | 3 (7,69%)   | 4 (5,71%)   | 0           |
| остали и непознато | 2 (4,25%)   | 1 (2,56%)   | 0           | 0           |
| Укупно             | 47          | 39          | 70          | 64          |

- напомене:

Од 1948. до 1981. исказивано под именом Стари Липовчани. Од 1857. до 1880. подаци су садржани у насељу Подгорци.